# Правова система Швеції

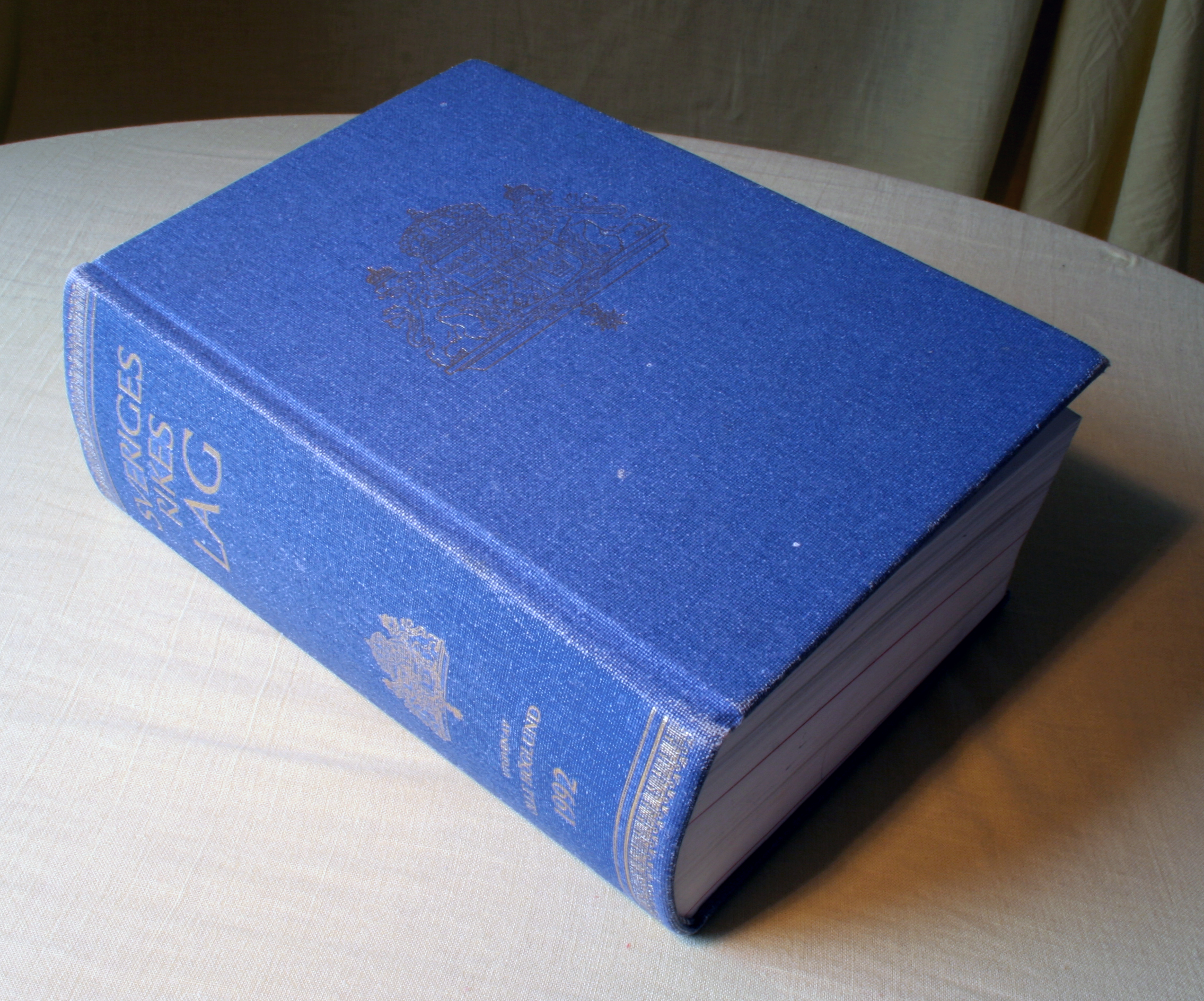
Збір шведських прав

Правова система Швеції є системою континентального типу, сутність якої
проявляється в її залежності від статутного права. Правова традиція Швеції, як і в решті країн Європи, заснована на класичному римському праві, але в німецькому (а не наполеонівському) варіанті. Проте,  скандинавські країни (Швеція,Норвегія, Фінляндія, Данія та Ісландія), можна сказати, мають свою версію романо-германської юриспруденції.

## Конституція
Швеція має писану конституцію, що складається з чотирьох основних законів. Проведено
розмежування між основними та іншими законами; різниця полягає в тому, що будь-яка
поправка основних законів вимагає, щоб Ріксдагом різних скликань були внесені два
ідентичних рішення.

## Закони
Законодавчий Кодекс Швеції (Svensk författningssamling або SFS) є офіційною хронологічною
збіркою всіх нових шведських законів, прийнятих Риксдагом і ордонансів, виданих урядом.

## Історія
У 1350 році право було уніфіковане законодавством короля Магнуса Ерікссона у два
загальних кодекси. Вони були замінені єдиним Цивільним кодексом 1734 року, який був
введений в дію у тому ж році.